# Zgornji Slemen, Maribor
Zgornji Slemen este o localitate din comuna Maribor, Slovenia, cu o populație de 77 de locuitori.